# 24-Stunden-Rennen von Le Mans 2013

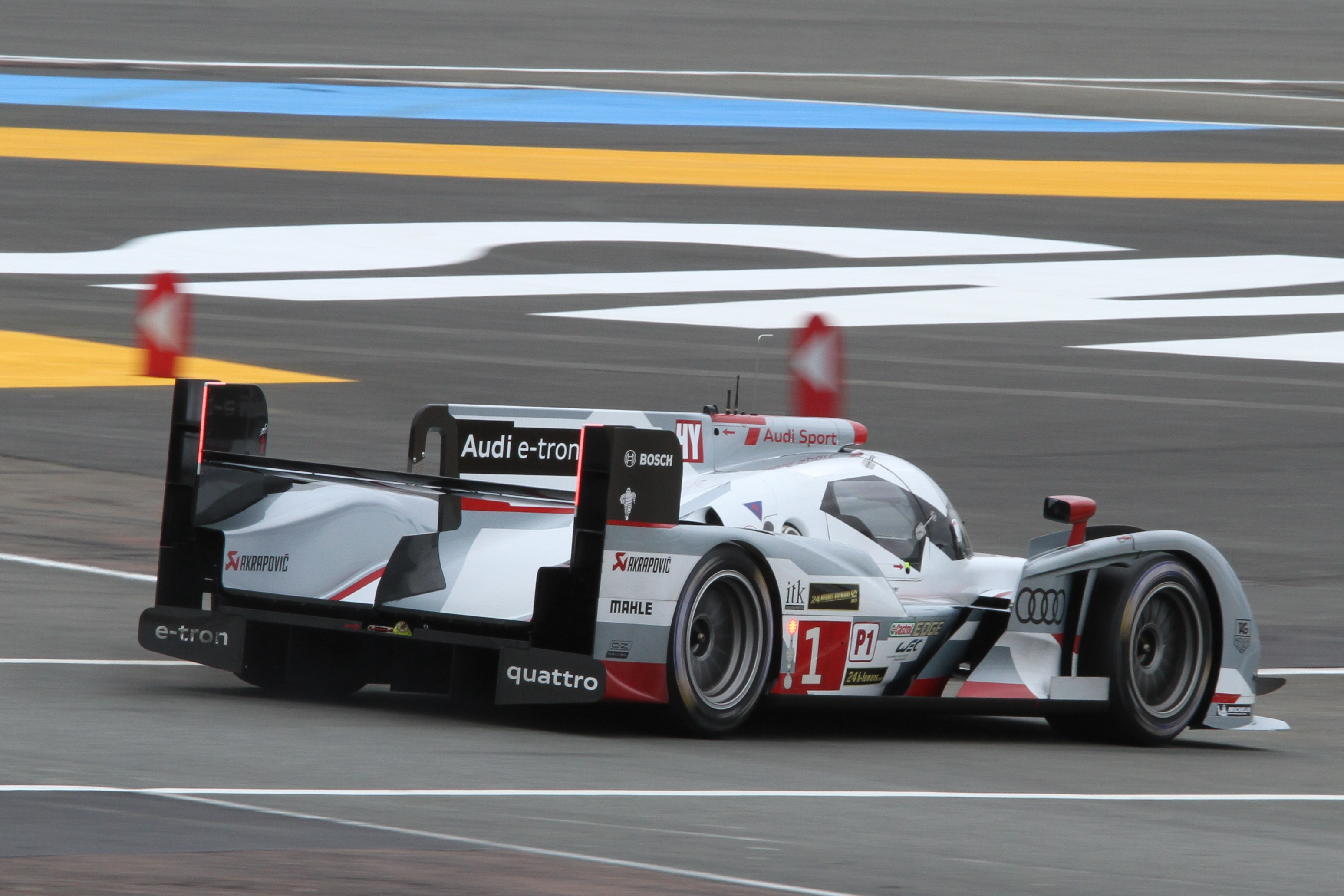
Der Audi R18 e-tron quattro mit der Startnummer 1 auf dem Weg zum Boxenstopp

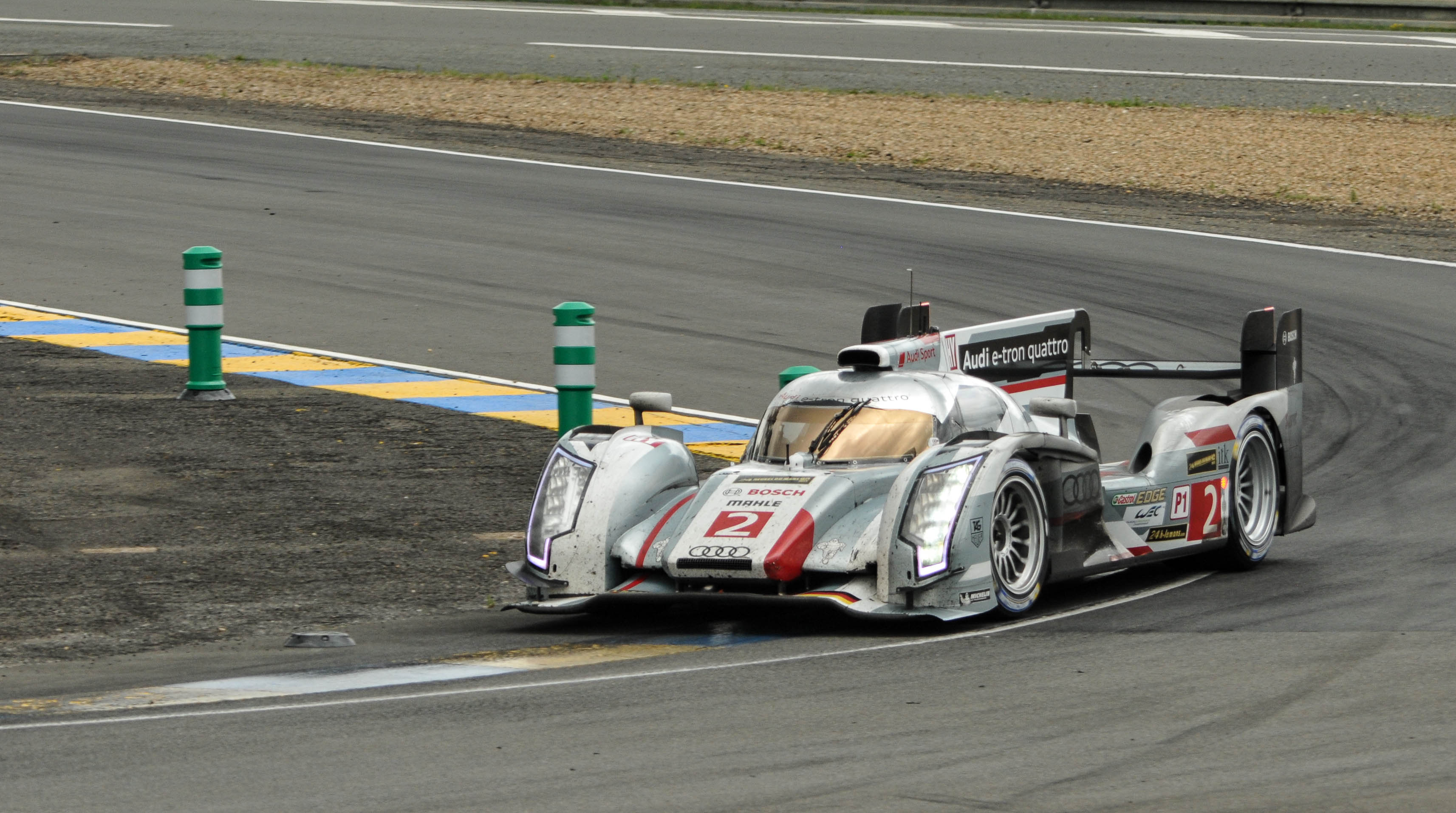
Das Siegerauto Audi R18 e-tron quattro Nr. 2 von McNish/Kristensen/Duval

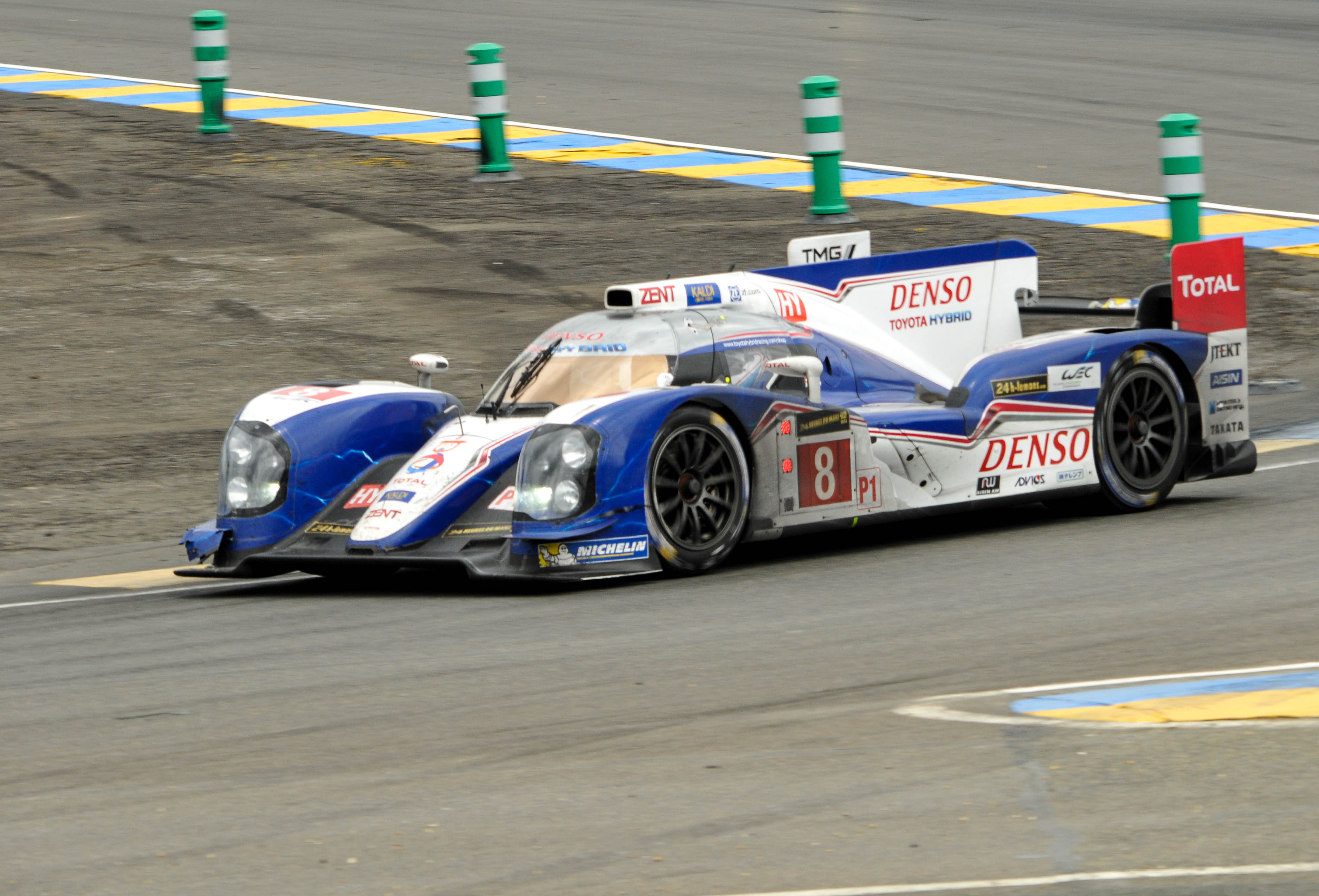
Der zweitplatzierte Toyota TS030 Hybrid

Das 81. 24-Stunden-Rennen von Le Mans, der 81e Grand Prix d’Endurance les 24 Heures du Mans, auch 24 Heures du Mans, Circuit de la Sarthe, Le Mans, fand vom 22. bis 23. Juni 2013 auf dem Circuit des 24 Heures statt.

## Das Rennen
Der dänische Rennfahrer Allan Simonsen verunglückte in der dritten Runde gegen 15:09 Uhr Ortszeit. Beim Herausbeschleunigen aus der Tertre Rouge verlor der bis dahin in seiner Klasse in Führung liegende Simonsen auf der teilweise nassen Strecke die Gewalt über seinen Aston Martin Vantage, drehte sich um 180 Grad und schlug mit der Beifahrerseite in die nicht durch Reifenstapel gesicherten Leitplanken ein. Kurz nach dem Aufprall war er zunächst noch ansprechbar. Er starb allerdings bereits auf dem Weg in das Centre médical du Circuit an einem Herzstillstand. Eingeleitete Reanimationsversuche durch den Rennarzt Alain Kind verliefen vergeblich.
Spätere Untersuchungen am Einschlagpunkt der Unfallstelle ergaben, dass unmittelbar hinter der Leitplanke ein Baum steht. Hierdurch konnte sich die Leitplanke nicht verformen und somit die Wucht des Aufpralles vermindern. Der Einschlag war so hart, dass Teile der Baumrinde abgerissen wurden. Um 17:59 Uhr wurde der Tod von Simonsen im Pressezentrum bekanntgegeben. Nach dem Unfall wurden die Diskussionen über die Streckensicherheit des Circuit des 24 Heures erneut angefacht. Da sich der Unfall auf einer öffentlichen Straße ereignete, ermittelten auch die französischen Behörden.
Nach 24 Stunden Fahrzeit siegten Tom Kristensen, Allan McNish und Loïc Duval auf ihrem Audi R18 e-tron quattro mit der Startnummer 2.

## Einladungen

### Startliste
Am 1. Februar 2013 veröffentlichte der Automobile Club de l’Ouest als Veranstalter eine erste vorläufige Startliste mit 56 Teilnehmern plus zehn Reserveteams. In der Folgezeit ergaben sich durch Absagen und nachrückende Teilnehmer mehrere Veränderungen. Unter anderem wurde die Nennung des Experimentalfahrzeugs, des Brennstoffzellenfahrzeugs Green GT H2, zurückgezogen. Im Folgenden ist die Liste der Teams, Fahrzeuge und Fahrer dargestellt, die zur Teilnahme an den freien Trainings und Qualifyings zugelassen waren.
| Startliste | Startliste               | Startliste                | Startliste | Startliste             | Startliste            | Startliste               |
| Nr.        | Team                     | Fahrzeug                  | Reifen     | Fahrer                 | Fahrer                | Fahrer                   |
| ---------- | ------------------------ | ------------------------- | ---------- | ---------------------- | --------------------- | ------------------------ |
| LMP1       |                          |                           |            |                        |                       |                          |
| 1          | Audi Sport Team Joest    | Audi R18 e-tron quattro   | M          | André Lotterer         | Benoît Tréluyer       | Marcel Fässler           |
| 2          | Audi Sport Team Joest    | Audi R18 e-tron quattro   | M          | Tom Kristensen         | Allan McNish          | Loïc Duval               |
| 3          | Audi Sport Team Joest    | Audi R18 e-tron quattro   | M          | Marc Gené              | Oliver Jarvis         | Lucas di Grassi          |
| 7          | Toyota Racing            | Toyota TS030 Hybrid       | M          | Alexander Wurz         | Nicolas Lapierre      | Kazuki Nakajima          |
| 8          | Toyota Racing            | Toyota TS030 Hybrid       | M          | Stéphane Sarrazin      | Sébastien Buemi       | Anthony Davidson         |
| 12         | Rebellion Racing         | Lola B12/60               | M          | Nicolas Prost          | Neel Jani             | Nick Heidfeld            |
| 13         | Rebellion Racing         | Lola B12/60               | M          | Andrea Belicchi        | Mathias Beche         | Cheng Congfu             |
| 21         | Strakka Racing           | HPD ARX-03c               | M          | Nick Leventis          | Jonny Kane            | Danny Watts              |
| LMP2       |                          |                           |            |                        |                       |                          |
| 24         | OAK Racing               | Morgan LMP2               | D          | Olivier Pla            | Alex Brundle          | David Heinemeier Hansson |
| 25         | Delta-ADR                | Oreca 03                  | D          | Tor Graves             | Shinji Nakano         | Archie Hamilton          |
| 26         | G-Drive Racing           | Oreca 03                  | D          | Roman Russinow         | John Martin           | Mike Conway              |
| 28         | Gulf Racing Middle East  | Lola B12/80               | D          | Fabien Giroix          | Philippe Haezebrouck  | Keiko Ihara              |
| 30         | HVM Status GP            | Lola B12/80               | D          | Johnny Mowlem          | Tony Burgess          | Jonathan Hirschi         |
| 31         | Lotus                    | Lotus T128                | D          | Kevin Weeda            | James Rossiter        | Christophe Bouchut       |
| 32         | Lotus                    | Lotus T128                | D          | Thomas Holzer          | Dominik Kraihamer     | Jan Charouz              |
| 33         | Level 5 Motorsports      | HPD ARX-03b               | M          | Scott Tucker           | Marino Franchitti     | Ryan Briscoe             |
| 34         | Race Performance         | Oreca 03                  | D          | Michel Frey            | Patric Niederhauser   | Jeroen Bleekemolen       |
| 35         | OAK Racing               | Morgan LMP2               | D          | Bertrand Baguette      | Martin Plowman        | Ricardo González         |
| 36         | Signatech Alpine         | Alpine A450               | M          | Pierre Ragues          | Nelson Panciatici     | Tristan Gommendy         |
| 38         | Jota Sport               | Zytek Z11SN               | D          | Oliver Turvey          | Simon Dolan           | Lucas Luhr               |
| 39         | DKR Engineering          | Lola B11/40               | D          | Olivier Porta          | Stéphane Raffin       | Romain Brandela          |
| 40         | Boutsen Ginion Racing    | Oreca 03                  | D          | Matt Downs             | Thomas Dagoneau       | Rodin Younessi           |
| 41         | Greaves Motorsport       | Zytek Z11SN               | D          | Tom Kimber-Smith       | Éric Lux              | Alexander Rossi          |
| 42         | Greaves Motorsport       | Zytek Z11SN               | D          | Michael Krumm          | Jann Mardenborough    | Lucas Ordoñez            |
| 43         | Morand Racing            | Morgan LMP2               | D          | Natacha Gachnang       | Franck Mailleux       | Olivier Lombard          |
| 45         | OAK Racing               | Morgan LMP2               | D          | Jacques Nicolet        | Jean-Marc Merlin      | Philippe Mondolot        |
| 46         | Thiriet by TDS Racing    | Oreca 03                  | D          | Ludovic Badey          | Pierre Thiriet        | Maxime Martin            |
| 47         | KCMG                     | Morgan LMP2               | M          | Alexandre Imperatori   | Matthew Howson        | Ho-Pin Tung              |
| 48         | Murphy Prototypes        | Oreca 03                  | D          | Brendon Hartley        | Karun Chandhok        | Mark Patterson           |
| 49         | Pecom Racing             | Oreca 03                  | M          | Luís Pérez Companc     | Pierre Kaffer         | Nicolas Minassian        |
| LM GTE Pro |                          |                           |            |                        |                       |                          |
| 51         | AF Corse                 | Ferrari 458 Italia GT2    | M          | Giancarlo Fisichella   | Gianmaria Bruni       | Matteo Malucelli         |
| 53         | SRT Motorsports          | SRT Viper GTS-R           | M          | Dominik Farnbacher     | Marc Goossens         | Ryan Dalziel             |
| 66         | JMW Motorsport           | Ferrari 458 Italia GT2    | D          | Andrea Bertolini       | Abdulaziz Al Faisal   | Khaled Al Qubaisi        |
| 71         | AF Corse                 | Ferrari 458 Italia GT2    | M          | Kamui Kobayashi        | Olivier Beretta       | Toni Vilander            |
| 73         | Corvette Racing          | Chevrolet Corvette C6-ZR1 | M          | Antonio García         | Jan Magnussen         | Jordan Taylor            |
| 74         | Corvette Racing          | Chevrolet Corvette C6-ZR1 | M          | Oliver Gavin           | Richard Westbrook     | Tommy Milner             |
| 91         | Porsche AG Team Manthey  | Porsche 911 RSR           | M          | Jörg Bergmeister       | Patrick Pilet         | Timo Bernhard            |
| 92         | Porsche AG Team Manthey  | Porsche 911 RSR           | M          | Richard Lietz          | Marc Lieb             | Romain Dumas             |
| 93         | SRT Motorsports          | SRT Viper GTS-R           | M          | Kuno Wittmer           | Tommy Kendall         | Jonathan Bomarito        |
| 97         | Aston Martin Racing      | Aston Martin Vantage GTE  | M          | Stefan Mücke           | Peter Dumbreck        | Darren Turner            |
| 98         | Aston Martin Racing      | Aston Martin Vantage GTE  | M          | Paul Dalla Lana        | Pedro Lamy            | Bill Auberlen            |
| 99         | Aston Martin Racing      | Aston Martin Vantage GTE  | M          | Bruno Senna            | Frédéric Makowiecki   | Rob Bell                 |
| LM GTE Am  |                          |                           |            |                        |                       |                          |
| 50         | Larbre Compétition       | Chevrolet Corvette C6-ZR1 | M          | Patrick Bornhauser     | Julien Canal          | Ricky Taylor             |
| 54         | AF Corse                 | Ferrari 458 Italia GT2    | M          | Yannick Mallegol       | Jean-Marc Bachelier   | Howard Blank             |
| 55         | AF Corse                 | Ferrari 458 Italia GT2    | M          | Piergiuseppe Perazzini | Lorenzo Casè          | Darryl O’Young           |
| 57         | Krohn Racing             | Ferrari 458 Italia GT2    | M          | Tracy Krohn            | Niclas Jönsson        | Maurizio Mediani         |
| 61         | AF Corse                 | Ferrari 458 Italia GT2    | M          | Jack Gerber            | Matt Griffin          | Marco Cioci              |
| 67         | IMSA Performance Matmut  | Porsche 997 GT3-RSR       | M          | Pascal Gibon           | Patrice Milesi        | Wolf Henzler             |
| 70         | Larbre Compétition       | Chevrolet Corvette C6-ZR1 | M          | Cooper MacNeil         | Manuel Rodrigues      | Philippe Dumas           |
| 75         | Prospeed Competition     | Porsche 997 GT3-RSR       | M          | Emmanuel Collard       | François Perrodo      | Sébastien Crubilé        |
| 76         | IMSA Performance Matmut  | Porsche 997 GT3-RSR       | M          | Raymond Narac          | Jean-Karl Vernay      | Christophe Bourret       |
| 77         | Dempsey Del Piero-Proton | Porsche 997 GT3-RSR       | M          | Patrick Dempsey        | Joe Foster            | Patrick Long             |
| 81         | 8 Star Motorsports       | Ferrari 458 Italia GT2    | M          | Vicente Potolicchio    | Rui Águas             | Jason Bright             |
| 88         | Proton Competition       | Porsche 997 GT3-RSR       | M          | Christian Ried         | Gianluca Roda         | Paolo Ruberti            |
| 95         | Aston Martin Racing      | Aston Martin Vantage GTE  | M          | Christoffer Nygaard    | Kristian Poulsen      | Allan Simonsen           |
| 96         | Aston Martin Racing      | Aston Martin Vantage GTE  | M          | Roald Goethe           | Jamie Campbell-Walter | Stuart Hall              |

## Trainingszeiten

### Qualifikation
| Pos. | Nr. | Team                     | Klasse     | Zeit     | Rückstand | Start |
| ---- | --- | ------------------------ | ---------- | -------- | --------- | ----- |
| 1    | 2   | Audi Sport Team Joest    | LMP1       | 3:22,346 |           | 1     |
| 2    | 1   | Audi Sport Team Joest    | LMP1       | 3:23,696 | +1,347    | 2     |
| 3    | 3   | Audi Sport Team Joest    | LMP1       | 3:24,776 | +1,992    | 3     |
| 4    | 8   | Toyota Racing            | LMP1       | 3:26,654 | +3,305    | 4     |
| 5    | 7   | Toyota Racing            | LMP1       | 3:26,676 | +4,327    | 5     |
| 6    | 12  | Rebellion Racing         | LMP1       | 3:28,835 | +6,586    | 6     |
| 7    | 13  | Rebellion Racing         | LMP1       | 3:32,167 | +9,818    | 7     |
| 8    | 21  | Strakka Racing           | LMP1       | 3:36,547 | +14,198   | 8     |
| 9    | 24  | OAK Racing               | LMP2       | 3:38,621 | +16,272   | 9     |
| 10   | 26  | G-Drive Racing           | LMP2       | 3:39,535 | +17,186   | 10    |
| 11   | 38  | Jota Racing              | LMP2       | 3:40,459 | +18,110   | 11    |
| 12   | 42  | Morand Racing            | LMP2       | 3:40,741 | +18,392   | 12    |
| 13   | 25  | Delta-ADR                | LMP2       | 3:40,925 | +18,576   | 13    |
| 14   | 47  | KCMG                     | LMP2       | 3:41,042 | +18,693   | 14    |
| 15   | 48  | Murphy Prototypes        | LMP2       | 3:41,569 | +19,220   | 15    |
| 16   | 36  | Sigantech Alpine         | LMP2       | 3:41,664 | +19,305   | 16    |
| 17   | 36  | OAK Racing               | LMP2       | 3:41,864 | +19,505   | 17    |
| 18   | 49  | Pecom Racing             | LMP2       | 3:43,420 | +21,071   | 18    |
| 19   | 46  | Thiriet by TDS Racing    | LMP2       | 3:43,494 | +21,145   | 19    |
| 20   | 42  | Greaves Motorsport       | LMP2       | 3:44,421 | +22,072   | 20    |
| 21   | 41  | Greaves Motorsport       | LMP2       | 3:44,621 | +22,272   | 21    |
| 22   | 34  | Race Performance         | LMP2       | 3:45,244 | +22,895   | 22    |
| 23   | 32  | Lotus                    | LMP2       | 3:45,274 | +22,925   | 23    |
| 24   | 31  | Lotus                    | LMP2       | 3:47,920 | +25,671   | 24    |
| 25   | 45  | OAK Racing               | LMP2       | 3:48,196 | +25,847   | 25    |
| 26   | 33  | Level 5 Motorsports      | LMP2       | 3:48,597 | +26,248   | 26    |
| 27   | 28  | Gulf Racing Middle East  | LMP2       | 3:49,096 | +26,747   | 27    |
| 28   | 30  | HVM Status GP            | LMP2       | 3:49,805 | +27,456   | 28    |
| 29   | 99  | Aston Martin Racing      | LM GTE Pro | 3:54,625 | +32,286   | 29    |
| 30   | 97  | Aston Martin Racing      | LM GTE Pro | 3:55,445 | +33,096   | 30    |
| 31   | 92  | Porsche AG Team Manthey  | LM GTE Pro | 3:55,491 | +33,142   | 31    |
| 32   | 51  | AF Corse                 | LM GTE Pro | 3:59,909 | +33,560   | 32    |
| 33   | 98  | Aston Martin Racing      | LM GTE Pro | 3:56,336 | +33,987   | 33    |
| 34   | 71  | AF Corse                 | LM GTE Pro | 3:56,471 | +34,122   | 34    |
| 35   | 91  | Porsche AG Team Manthey  | LM GTE Pro | 3:56,573 | +34,224   | 35    |
| 36   | 39  | DKR Engineering          | LMP2       | 3:56,905 | +34,556   | 36    |
| 37   | 40  | Boutsen Ginion Racing    | LMP2       | 3:57,139 | +34,790   | 37    |
| 38   | 95  | Aston Martin Racing      | LM GTE Am  | 3:57,776 | +35,427   | 38    |
| 39   | 74  | Corvette Racing          | LM GTE Pro | 3:58,644 | +38,295   | 39    |
| 40   | 88  | Proton Competition       | LM GTE Am  | 3:58,889 | +36,540   | 40    |
| 41   | 73  | Corvette Racing          | LM GTE Pro | 3:59,526 | +37,177   | 41    |
| 42   | 96  | Aston Martin Racing      | LM GTE Am  | 3:59,805 | +37,456   | 42    |
| 43   | 61  | AF Corse                 | LM GTE Am  | 3:59,997 | +37,648   | 43    |
| 44   | 67  | IMSA Performance Matmut  | LM GTE Am  | 4:00,503 | +38,154   | 44    |
| 45   | 75  | Prospeed Competition     | LM GTE Am  | 4:00,682 | +38,333   | 45    |
| 46   | 53  | SRT Motorsports          | LM GTE Pro | 4:00,802 | +38,453   | 46    |
| 47   | 77  | Dempsey Del Piero-Proton | LM GTE Am  | 4:00,916 | +38,567   | 47    |
| 48   | 76  | IMSA Performance Matmu   | LM GTE Am  | 4:01,713 | +39,364   | 48    |
| 49   | 81  | 8 Star Motorsports       | LM GTE Am  | 4:01,934 | +39,585   | 49    |
| 50   | 93  | SRT Motorsports          | LM GTE Pro | 4:03,461 | +41,112   | 50    |
| 51   | 55  | AF Corse                 | LM GTE Am  | 4:03,956 | +41,617   | 51    |
| 52   | 70  | Larbre Compétition       | LM GTE Am  | 4:04,512 | +42,163   | 52    |
| 53   | 50  | Larbre Compétition       | LM GTE Am  | 4:04,873 | +42,524   | 53    |
| 54   | 66  | JMW Motorsports          | LM GTE Pro | 4:05,417 | +43,068   | 54    |
| 55   | 54  | AF Corse                 | LM GTE Am  | 4:09,064 | +46,715   | 55    |
| 56   | 57  | Krohn Racing             | LM GTE Am  | 4:16,233 | +53,884   | 56    |

## Ergebnisse

### Piloten nach Nationen
| 36 Franzosen  | 27 Briten     | 18 Amerikaner  | 13 Deutsche    | 10 Italiener   |
| 9 Schweizer   | 6 Dänen       | 4 Japaner      | 3 Australier   | 3 Belgier      |
| 3 Chinesen    | 3 Kanadier    | 3 Österreicher | 3 Spanier      | 2 Brasilianer  |
| 2 Portugiesen | 1 Argentinier | 1 Emirati      | 1 Finne        | 1 Inder        |
| 1 Ire         | 1 Mexikaner   | 1 Monegasse    | 1 Niederländer | 1 Neuseeländer |
| 1 Russe       | 1 Saudi       | 1 Südafrikaner | 1 Schwede      | 1 Venezolaner  |

### Schlussklassement
| Pos.            | Klasse    | Nr. | Team                     | Fahrer                                                 | Chassis                   | Motor                      | Reifen | Runden |
| --------------- | --------- | --- | ------------------------ | ------------------------------------------------------ | ------------------------- | -------------------------- | ------ | ------ |
| 1               | LMP1      | 2   | Audi Sport Team Joest    | Allan McNish Tom Kristensen Loïc Duval                 | Audi R18 e-tron quattro   | Audi TDI 3.7L V6           | M      | 348    |
| 2               | LMP1      | 8   | Toyota Racing            | Anthony Davidson Stéphane Sarrazin Sébastien Buemi     | Toyota TS030 Hybrid       | Toyota 3.4L V8             | M      | 347    |
| 3               | LMP1      | 3   | Audi Sport Team Joest    | Marc Gené Oliver Jarvis Lucas di Grassi                | Audi R18 e-tron quattro   | Audi TDI 3.7L V6           | M      | 347    |
| 4               | LMP1      | 7   | Toyota Racing            | Alexander Wurz Nicolas Lapierre Kazuki Nakajima        | Toyota TS030 Hybrid       | Toyota 3.4L V8             | M      | 341    |
| 5               | LMP1      | 1   | Audi Sport Team Joest    | André Lotterer Marcel Fässler Benoît Tréluyer          | Audi R18 e-tron quattro   | Audi TDI 3.7L V6           | M      | 338    |
| 6               | LMP1      | 21  | Strakka Racing           | Nick Leventis Jonny Kane Danny Watts                   | HPD ARX-03c               | Honda LM-V8 3.4L V8        | M      | 332    |
| 7               | LMP2      | 35  | OAK Racing               | Bertrand Baguette Martin Plowman Ricardo González      | Morgan LMP2               | Nissan VK45DE 4.5L V8      | D      | 329    |
| 8               | LMP2      | 24  | OAK Racing               | Olivier Pla Alex Brundle David Heinemeier Hansson      | Morgan LMP2               | Nissan VK45DE 4.5L V8      | D      | 328    |
| 9               | LMP2      | 42  | Greaves Motorsport       | Michael Krumm Jann Mardenborough Lucas Ordoñez         | Zytek Z11SN               | Nissan VK45DE 4.5L V8      | D      | 327    |
| 10              | LMP2      | 49  | Pecom Racing             | Luís Pérez Companc Pierre Kaffer Nicolas Minassian     | Oreca 03                  | Nissan VK45DE 4.5L V8      | D      | 325    |
| 11              | LMP2      | 43  | Morand Racing            | Natacha Gachnang Franck Mailleux Olivier Lombard       | Morgan LMP2               | Judd HK 3.6L V8            | D      | 320    |
| 12              | LMP2      | 48  | Murphy Prototypes        | Brendon Hartley Karun Chandhok Mark Patterson          | Oreca 03                  | Nissan VK45DE 4.5L V8      | D      | 319    |
| 13              | LMP2      | 38  | Jota Sport               | Simon Dolan Oliver Turvey Lucas Luhr                   | Zytek Z11SN               | Nissan VK45DE 4.5L V8      | D      | 319    |
| 14              | LMP2      | 36  | Signatech Alpine         | Pierre Ragues Nelson Panciatici Tristan Gommendy       | Alpine A450               | Nissan VK45DE 4.5L V8      | M      | 317    |
| 15              | LMGTE Pro | 92  | Manthey Racing           | Marc Lieb Richard Lietz Romain Dumas                   | Porsche 911 RSR           | Porsche 4.0L Flat-6        | M      | 315    |
| 16              | LMGTE Pro | 91  | Porsche AG Team Manthey  | Jörg Bergmeister Timo Bernhard Patrick Pilet           | Porsche 911 RSR           | Porsche 4.0L Flat-6        | M      | 315    |
| 17              | LMGTE Pro | 97  | Aston Martin Racing      | Darren Turner Peter Dumbreck Stefan Mücke              | Aston Martin Vantage GTE  | Aston Martin 4.5L V8       | M      | 314    |
| 18              | LMP2      | 34  | Race Performance         | Michel Frey Patric Niederhauser Jeroen Bleekemolen     | Oreca 03                  | Judd HK 3.6L V8            | D      | 314    |
| 19              | LMGTE Pro | 73  | Corvette Racing          | Antonio García Jan Magnussen Jordan Taylor             | Chevrolet Corvette C6-ZR1 | Chevrolet 5.5L V8          | M      | 312    |
| 20              | LMGTE Pro | 71  | AF Corse                 | Olivier Beretta Kamui Kobayashi Toni Vilander          | Ferrari 458 Italia GT2    | Ferrari 4.5L V8            | M      | 312    |
| 21              | LMGTE Pro | 51  | AF Corse                 | Gianmaria Bruni Giancarlo Fisichella Matteo Malucelli  | Ferrari 458 Italia GT2    | Ferrari 4.5L V8            | M      | 311    |
| 22              | LMGTE Pro | 74  | Corvette Racing          | Oliver Gavin Richard Westbrook Tommy Milner            | Chevrolet Corvette C6-ZR1 | Chevrolet 5.5L V8          | M      | 309    |
| 23              | LMP2      | 41  | Greaves Motorsport       | Alexander Rossi Éric Lux Tom Kimber-Smith              | Zytek Z11SN               | Nissan VK45DE 4.5L V8      | D      | 307    |
| 24              | LMGTE Pro | 53  | SRT Motorsports          | Marc Goossens Dominik Farnbacher Ryan Dalziel          | SRT Viper GTS-R           | SRT 8.0L V10               | M      | 306    |
| 25              | LMGTE Am  | 76  | IMSA Performance Matmut  | Raymond Narac Christophe Bourret Jean Karl Vernay      | Porsche 997 GT3-RSR       | Porsche 4.0L Flat-6        | M      | 306    |
| 26              | LMGTE Am  | 55  | AF Corse                 | Piergiuseppe Perazzini Lorenzo Casè Darryl O’Young     | Ferrari 458 Italia GT2    | Ferrari 4.5L V8            | M      | 305    |
| 27              | LMGTE Am  | 61  | AF Corse                 | Jack Gerber Matt Griffin Marco Cioci                   | Ferrari 458 Italia GT2    | Ferrari 4.5L V8            | M      | 305    |
| 28              | LMGTE Am  | 77  | Dempsey Del Piero-Proton | Patrick Dempsey Patrick Long Joe Foster                | Porsche 997 GT3-RSR       | Porsche 4.0L Flat-6        | M      | 305    |
| 29              | LMGTE Am  | 50  | Larbre Compétition       | Julien Canal Patrick Bornhauser Ricky Taylor           | Chevrolet Corvette C6.R   | Chevrolet 5.5L V8          | M      | 302    |
| 30              | LMGTE Am  | 96  | Aston Martin Racing      | Roald Goethe Jamie Campbell-Walter Stuart Hall         | Aston Martin Vantage GTE  | Aston Martin 4.5L V8       | M      | 301    |
| 31              | LMGTE Pro | 93  | SRT Motorsports          | Tommy Kendall Jonathan Bomarito Kuno Wittmer           | SRT Viper GTS-R           | SRT 8.0L V10               | M      | 301    |
| 32              | LMP2      | 40  | Boutsen Ginion Racing    | Thomas Dagoneau Matt Downs Rodin Younessi              | Oreca 03                  | Nissan VK45DE 4.5L V8      | D      | 300    |
| 33              | LMGTE Am  | 67  | IMSA Performance Matmut  | Pascal Gibon Patrice Milesi Wolf Henzler               | Porsche 997 GT3-RSR       | Porsche 4.0L Flat-6        | M      | 300    |
| 34              | LMGTE Pro | 66  | JMW Motorsport           | Andrea Bertolini Abdulaziz Al Faisal Khaled Al Qubaisi | Ferrari 458 Italia GT2    | Ferrari 4.5L V8            | D      | 300    |
| 35              | LMGTE Am  | 88  | Proton Competition       | Christian Ried Gianluca Roda Paolo Ruberti             | Porsche 997 GT3-RSR       | Porsche 4.0L Flat-6        | M      | 300    |
| 36              | LMGTE Am  | 75  | Prospeed Competition     | Emmanuel Collard François Perrodo Sébastien Crubilé    | Porsche 997 GT3-RSR       | Porsche 4.0L Flat-6        | M      | 298    |
| 37              | LMGTE Am  | 81  | 8 Star Motorsports       | Enzo Potolicchio Rui Águas Jason Bright                | Ferrari 458 Italia GT2    | Ferrari 4.5L V8            | M      | 294    |
| 38              | LMP2      | 39  | DKR Engineering          | Olivier Porta Romain Brandela Stéphane Raffin          | Lola B11/40               | Judd HK 3.6L V8            | D      | 280    |
| 39              | LMP1      | 12  | Rebellion Racing         | Nicolas Prost Neel Jani Nick Heidfeld                  | Lola B12/60               | Toyota RV8KLM 3.4L V8      | M      | 275    |
| 40              | LMP1      | 13  | Rebellion Racing         | Mathias Beche Andrea Belicchi Cheng Congfu             | Lola B12/60               | Toyota RV8KLM 3.4L V8      | M      | 275    |
| 41              | LMGTE Am  | 70  | Larbre Compétition       | Cooper MacNeil Manuel Rodrigues Philippe Dumas         | Chevrolet Corvette C6.R   | Chevrolet 5.5L V8          | M      | 268    |
| Nicht klassiert |           |     |                          |                                                        |                           |                            |        |        |
| 42              | LMP2      | 33  | Level 5 Motorsports      | Scott Tucker Marino Franchitti Ryan Briscoe            | HPD ARX-03b               | Honda HR28TT 2.8L Turbo V6 | M      | 242    |
| Disqualifiziert |           |     |                          |                                                        |                           |                            |        |        |
| 43              | LMP2      | 26  | G-Drive Racing           | Roman Russinow John Martin Mike Conway                 | Oreca 03                  | Nissan VK45DE 4.5L V8      | M      | 327    |
| Ausgefallen     |           |     |                          |                                                        |                           |                            |        |        |
| 44              | LMP2      | 46  | Thiriet by TDS Racing    | Pierre Thiriet Ludovic Badey Maxime Martin             | Oreca 03                  | Nissan VK45DE 4.5L V8      | D      | 310    |
| 45              | LMGTE Pro | 99  | Aston Martin Racing      | Bruno Senna Frédéric Makowiecki Rob Bell               | Aston Martin Vantage GTE  | Aston Martin 4.5L V8       | M      | 248    |
| 46              | LMP2      | 45  | OAK Racing               | Jacques Nicolet Jean-Marc Merlin Philippe Mondolot     | Morgan LMP2               | Nissan VK45DE 4.5L V8      | D      | 246    |
| 47              | LMP2      | 47  | KCMG                     | Alexandre Imperatori Matthew Howson Ho-Pin Tung        | Morgan LMP2               | Nissan VK45DE 4.5;L V8     | M      | 241    |
| 48              | LMGTE Pro | 98  | Aston Martin Racing      | Paul Dalla Lana Bill Auberlen Pedro Lamy               | Aston Martin Vantage GTE  | Aston Martin 4.5L V8       | M      | 221    |
| 49              | LMP2      | 32  | Team Kolles              | Thomas Holzer Dominik Kraihamer Jan Charouz            | Lotus T128                | Praga 3.6L V8              | D      | 219    |
| 50              | LMP2      | 30  | HVM Status GP            | Johnny Mowlem Tony Burgess Jonathan Hirschi            | Lola B12/80               | Judd HK 3.6L V8            | D      | 153    |
| 51              | LMGTE Am  | 54  | AF Corse                 | Yannick Mallegol Jean-Marc Bachelier Howard Blank      | Ferrari 458 Italia GT2    | Ferrari 4.5L V8            | M      | 147    |
| 52              | LMGTE Am  | 57  | Krohn Racing             | Tracy Krohn Niclas Jönsson Maurizio Mediani            | Ferrari 458 Italia GT2    | Ferrari 4.5L V8            | M      | 111    |
| 53              | LMP2      | 25  | Delta-ADR                | Tor Graves Archie Hamilton Shinji Nakano               | Oreca 03                  | Nissan VK45DE 4.5L V8      | D      | 101    |
| 54              | LMP2      | 28  | Gulf Racing Middle East  | Fabien Giroix Philippe Haezebrouck Keiko Ihara         | Lola B12/80               | Nissan VK45DE 4.5L V8      | D      | 22     |
| 55              | LMP2      | 31  | Lotus                    | Kevin Weeda James Rossiter Christophe Bouchut          | Lotus T128                | Praga 3.6L V8              | D      | 17     |
| 56              | LMGTE Am  | 95  | Aston Martin Racing      | Allan Simonsen Kristian Poulsen Christoffer Nygaard    | Aston Martin Vantage GTE  | Aston Martin 4.5L V8       | M      | 2      |

### Nur in der Meldeliste
Hier finden sich Teams, Fahrer und Fahrzeuge, die ursprünglich für das Rennen gemeldet waren, aber aus den unterschiedlichsten Gründen daran nicht teilnahmen.
| Pos. | Klasse    | Nr. | Team                      | Fahrer                                                  | Chassis                         | Motor                 | Reifen |
| ---- | --------- | --- | ------------------------- | ------------------------------------------------------- | ------------------------------- | --------------------- | ------ |
| 57   | NewTech   | 0   | Green GT Technologies     | Christian Pescatori                                     | Green GT H2                     |                       |        |
| 58   | LMP2      | 20  | HVM Status GP             | Warren Hughes                                           | Lola B12/80                     | Judd HK 3.6L V8       |        |
| 59   | LMP2      | 23  | Delta-ADR                 | Shinji Nakano                                           | Oreca 03                        | Nissan VK45DE 4.5L V8 |        |
| 60   | LMP2      | 27  | Sebastien Loeb Racing     | Franck Montagny                                         | Oreca 03                        | Nissan VK45DE 4.5L V8 |        |
| 61   | LMP2      | 29  | Gulf Racing Middle East   | Frédéric Fatien                                         | Lola B12/80                     | Nissan VK45DE 4.5L V8 |        |
| 62   | LMP2      | 37  | Signatech Alpine          | Pierre Ragues                                           | Alpine A450                     | Nissan VK45DE 4.5L V8 |        |
| 63   | LMP2      | 44  | Starworks Motorsport      | Ryan Dalziel                                            | HPD ARX-03b                     |                       |        |
| 64   | LMGTE Pro | 44  | Ram Racing                | Johnny Mowlem                                           | Ferrari 458 Italia GT2          | Ferrari 4.5L V8       |        |
| 65   | LMGTE Pro | 80  | Extreme Speed Motorsports | Scott Sharp                                             | Ferrari 458 Italia GT2          | Ferrari 4.5L V8       |        |
| 66   | LMGTE Pro |     | The Racers Group          | Kevin Buckler                                           | Aston Martin Vantage GTE        | Aston Martin 4.5L V8  |        |
| 67   | LMPC      | 85  | Team Endurance Challenge  | Alex Loan Vignesa Moorthy Matthieu Lecuyer Anthony Pons | Formula Challenge Le Mans Oreca |                       |        |
| 68   | LMPC      | 86  | Team Endurance Challenge  | Alex Loan Vignesa Moorthy Matthieu Lecuyer Anthony Pons | Formula Challenge Le Mans Oreca |                       |        |

### Klassensieger
| Klasse    | Fahrer            | Fahrer             | Fahrer           | Fahrzeug                | Platzierung im Gesamtklassement |
| --------- | ----------------- | ------------------ | ---------------- | ----------------------- | ------------------------------- |
| LMP1      | Tom Kristensen    | Loïc Duval         | Allan McNish     | Audi R18 e-tron quattro | Gesamtsieg                      |
| LMP2      | Bertrand Baguette | Martin Plowman     | Ricardo González | Morgan LMP2             | Rang 7                          |
| LMGTE Pro | Marc Lieb         | Richard Lietz      | Romain Dumas     | Porsche 911 RSR         | Rang 15                         |
| LMGTE Am  | Raymond Narac     | Christophe Bourret | Jean Karl Vernay | Porsche 997 GT3-RSR     | Rang 25                         |

### Renndaten
- Gemeldet: 68
- Gestartet: 56
- Gewertet: 41
- Rennklassen: 4
- Zuschauer: 245.000
- Ehrenstarter des Rennens: Jim France, Vizepräsident der NASCAR
- Wetter am Rennwochenende: warm, Regenschauer
- Streckenlänge: 13,629 km
- Fahrzeit des Siegerteams: 24:01:16.436 Stunden
- Runden des Siegerteams: 348
- Distanz des Siegerteams: 4742,892 km
- Siegerschnitt: 197,446 km/h
- Pole Position: Loïc Duval – Audi R18 e-tron quattro (#2) – 3:22,349 min – 242,550 km/h
- Schnellste Rennrunde: André Lotterer – Audi R18 e-tron quattro (#1) – 3:22,746 min – 241,999 km/h[8]
- Rennserie: 3. Lauf zur FIA-Langstrecken-Weltmeisterschaft 2013